# Школа Понт-Авена

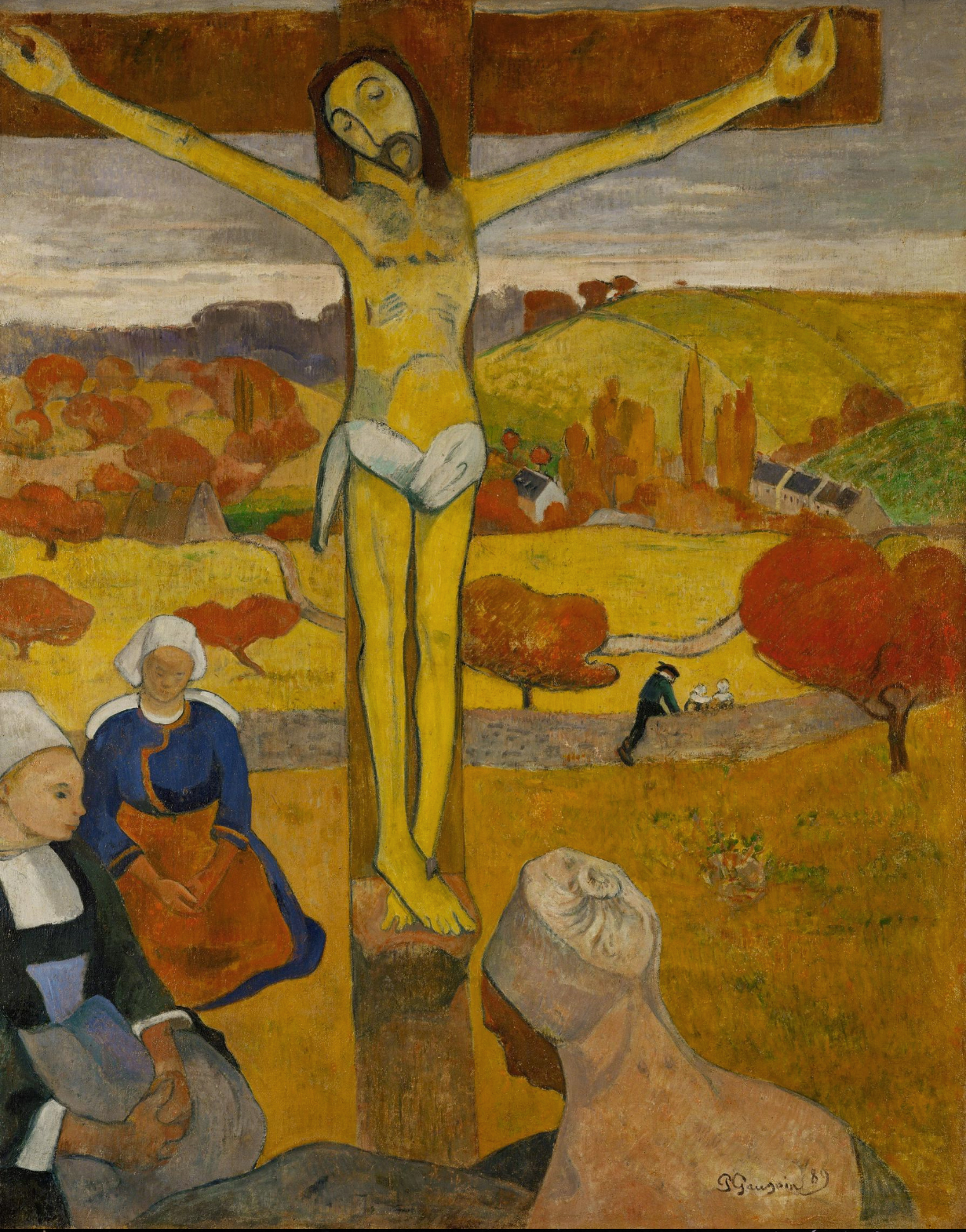
П. Гоген. Жёлтый Христос. 1889. Холст, масло. Галерея Олбрайт-Нокс, Буффало, США

Школа Понт-Авена, или Понт-Авенская школа фр. École de Pont-Aven) — собирательный термин, употребляющийся для обозначения творчества художников, работавших в городке Понт-Авен, в долине реки Авен, впадающей в Атлантический океан (Бретань) во второй половине XIX века. Термин «школа» стал употребляться значительно позднее, после того, как группа художников прекратила своё существование, и обозначает, скорее, художественную колонию, действовавшую в Понт-Авене с 1850-х годов, так и художников из окружения Поля Гогена, работавших в Понт-Авене в конце 1880-х и начале 1890-х годов.

## История
В течение многих лет деревня Понт-Авен с тихим, патриархальным укладом жизни и живописными окрестностями привлекала художников разных стран. Художники стали писать картины в окрестностях Понт-Авена с 1850-х годов; город стал популярным местом летнего отдыха. С 1880-х годов здесь останавливались не только французские, но и иностранные живописцы, в частности, американцы, англичане и поляки. В Понт-Авене были созданы художественные галереи и развита торговля картинами. В июле 1886 года в Понт-Авен впервые приехал Поль Гоген, чтобы отдохнуть от шумного Парижа. Позднее, летом того же года прибыл Эмиль Бернар; в 1888 году — его друзья и единомышленники: Поль Серюзье, Луи Руа, Ян Веркаде, которые вскоре, в 1888 году составили группу «Наби».
Однако, когда Поль Гоген после недолгой отлучки вернулся в Понт-Авен в 1888 году, он был разочарован, так как город стал популярным местом отдыха. В 1889 году Гоген покинул Понт-Авен и вместе с Серюзье, Филиже и Мейером де Ханом работал в деревне Ле-Пульдю, также в Бретани, в 20 км от Понт-Авена.

## Творческий метод художников Понт-Авена
Вместе с Гогеном его ученики «работали с утра до ночи, пытаясь найти новый живописный метод в стремлении преодолеть натуралистические тенденции искусства своих предшественников импрессионистов. Именно в Понт-Авене сложился характерный метод работы самого Гогена, названный им впоследствии синтетическим или „живописным символизмом“».
Творческий метод клуазонизма, а затем и синтетизма, основывается на уплощённой трактовке изобразительного пространства и, как следствие, усилению декоративного значения пятен локального цвета и «музыкальной» пластики контурных линий. Знаток этой эпохи французского искусства Джон Ревалд писал: «Художник вычёрчивает свой рисунок замкнутыми линиями, накладывает между ними различные цвета, сопоставление которых создаёт ощущение единого заранее задуманного колорита, так что рисунок подчёркивает цвет, а цвет подчёркивает рисунок. Таким образом, работа художника становится похожа на перегородчатые эмали и техника сводится к своего рода клуазонизму».
Считается, что, когда Эмиль Бернар показал Гогену свою картину «Бретонские женщины на лугу» (1888), она вдохновила Гогена на написание «Видения после проповеди». Бернар утверждал, что он был первым, кто применил подход, который стал известен как «синтетизм».
Такой метод живописи родился закономерно в результате естественной эволюции искусства постимпрессионизма. Однако после отъезда Гогена в 1891 году на о. Таити группа понт-авенцев стала угасать, но продолжала существовать примерно до 1896 года. Однако каждый художник развивал собственные идеи и свой индивидуальный стиль.
В музее Понт-Авена, открытом в 1985 году, представлены работы художников из Бретани, а также картины, посвящённые этому региону на севере Франции.

## Галерея

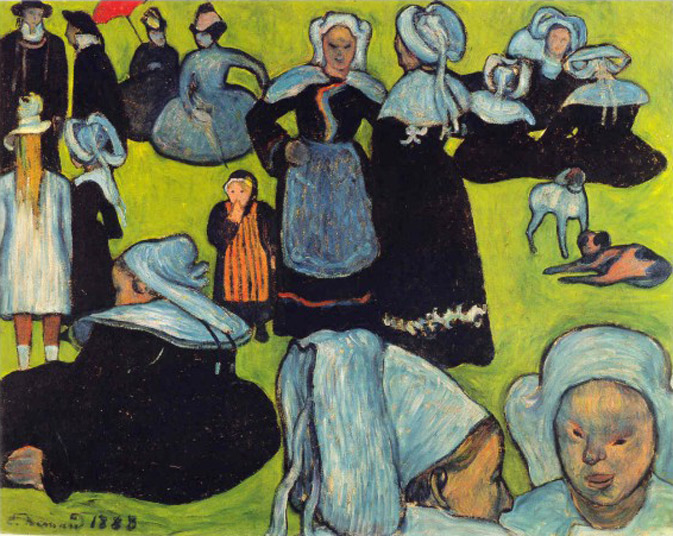
Э. Бернар. Бретонские женщины на лугу (Прощение Понт-Авена). 1888. Холст, масло. Музей Орсе, Париж
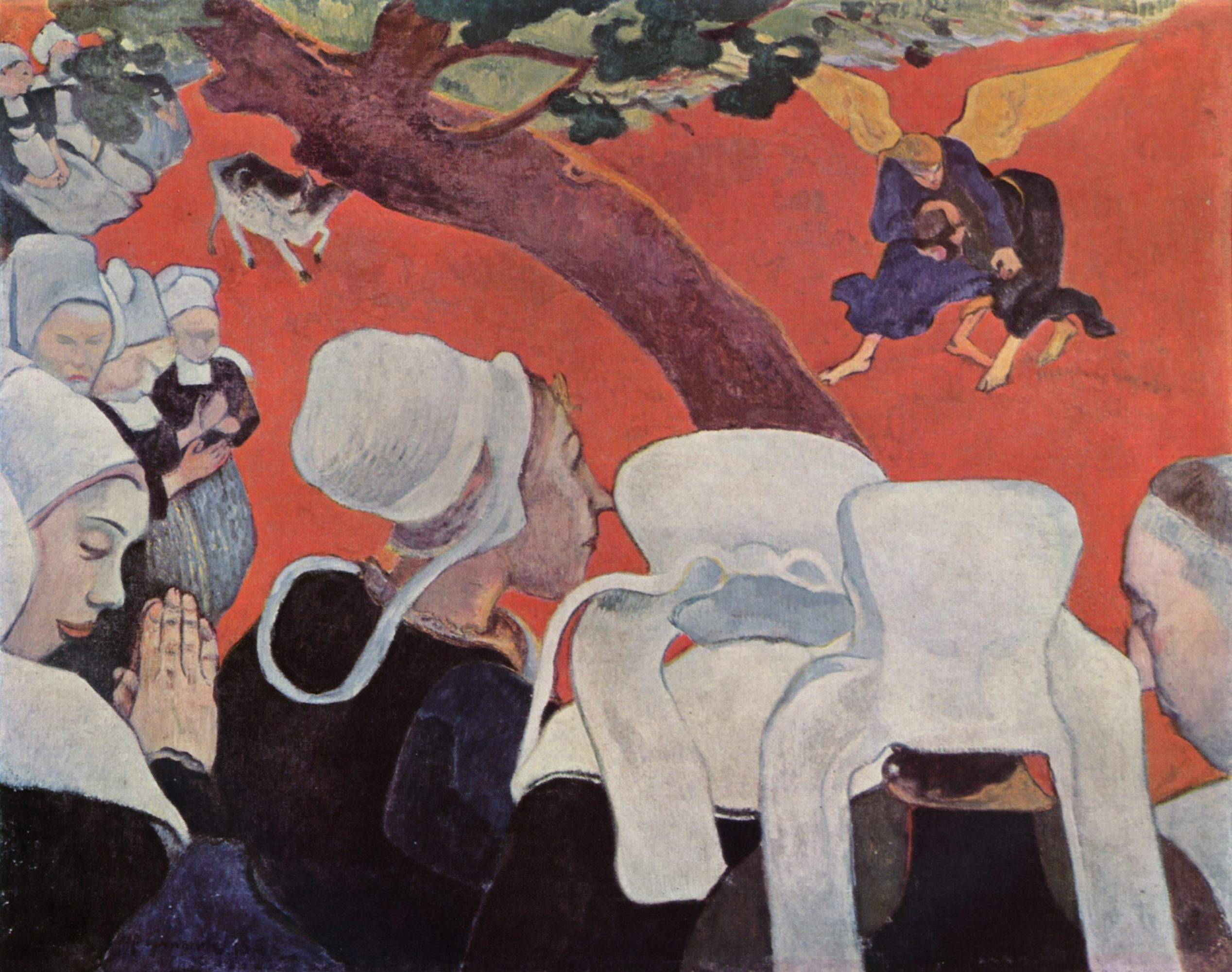
П. Гоген. Видение после проповеди. 1888. Холст, масло. Национальная галерея Шотландии, Эдинбург
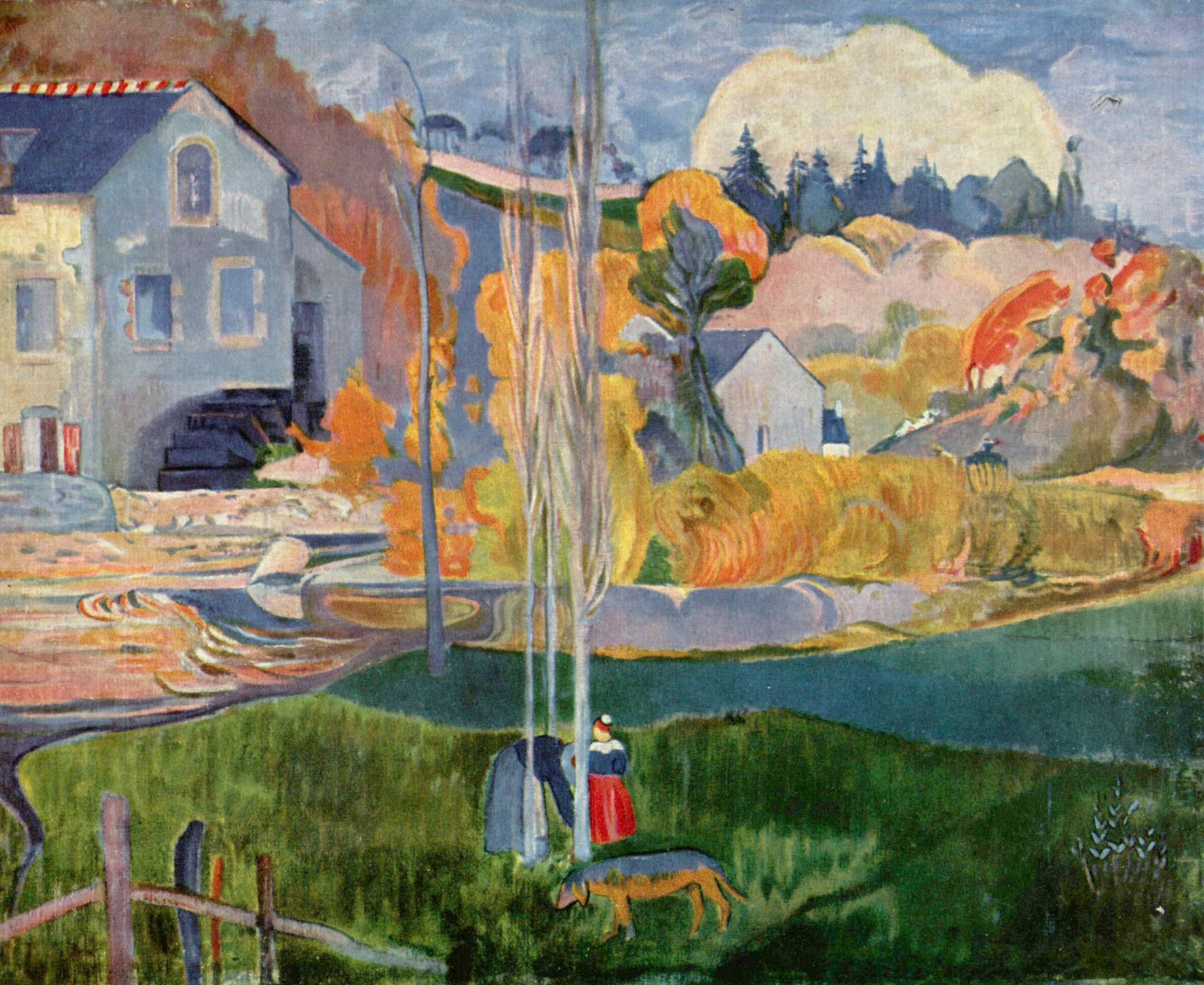
П. Гоген. Мельница Давида в Понт-Авене. 1894. Холст, масло. Музей Орсе, Париж
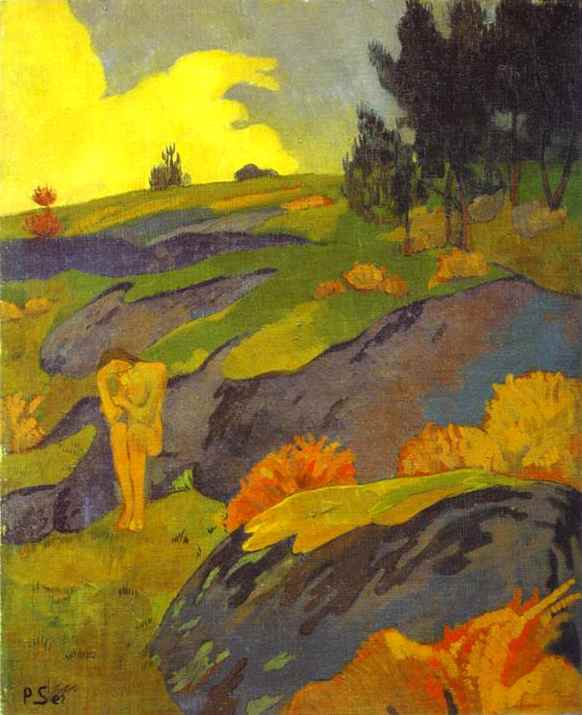
П. Серюзье. Бретонская Ева, или Меланхолия. 1891. Холст, масло. Музей Орсе, Париж
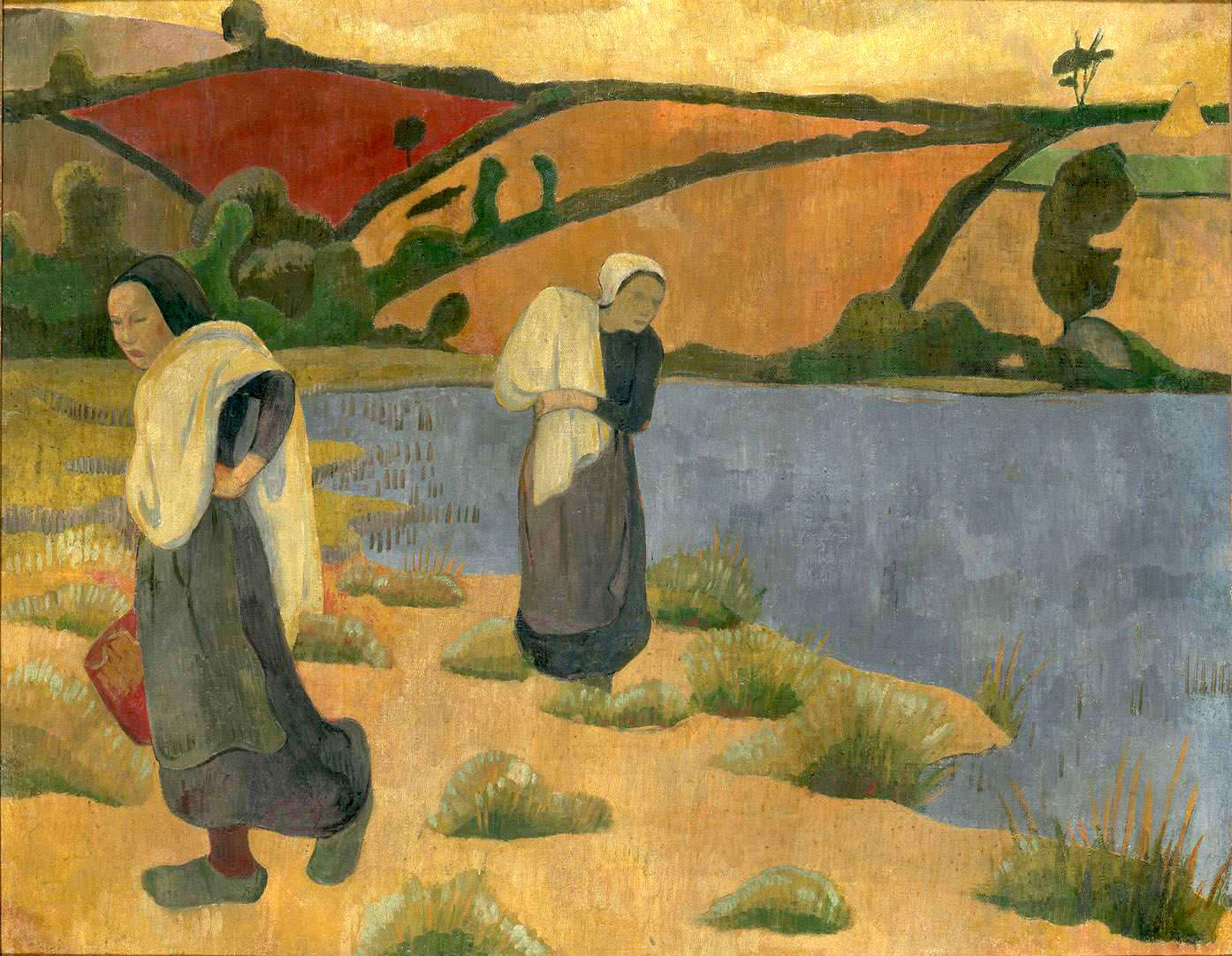
П. Серюзье. Прачки на реке Лета. 1892. Холст, масло. Музей Орсе, Париж
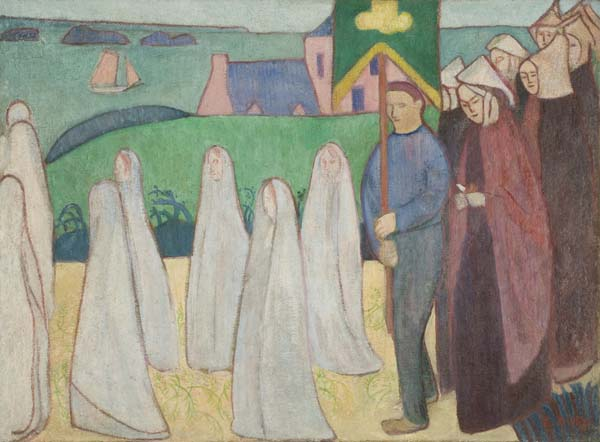
Э. Бернар. Процессия. 1891

## Художники, работавшие в Понт-Авене
- Поль Гоген, 1886, 1888, 1889—1890 и 1894
- Морис Дени
- Эмиль Бернар, 1888 и 1891—1893
- Шарль Лаваль, 1888
- Эмиль Шуффенеккер
- Якоб Мейер де Хан
- Владислав Слевинский
- Поль Серюзье, 1888, 1889—1890
- Шарль Филиже
- Арман Сеген
- Максим Мофра
- Ян Веркаде
- Могенс Баллин
- Анри Море
- Гюстав Луазо
- Эмиль Журдан
- Йенс Фердинанд Виллумсен
- Родерик О’Конор
- Кюно Амье
- Эжен Кадель
- Вебер, Отто